# Mesocepon tosizimensis
Mesocepon tosizimensis är en kräftdjursart som beskrevs av Sueo M. Shiino 1951. Mesocepon tosizimensis ingår i släktet Mesocepon och familjen Bopyridae. Inga underarter finns listade i Catalogue of Life.